# Милутин Ж. Павлов
Милутин Ж. Павлов (27. март 1943) je песник, приповедач, есејиста, романописац, књижевни критичар и драмски писац.

## Биографија
Рођен је 27. марта 1943. у Кикинди. Школовао се у Пожаревцу, Кикинди, Зрењанину и Новом Саду. Дипломирао је студије глуме 1966. године у класи Љубице Раваси. Као глумац и драматург је радио 1966—1972. у Вршцу и Лесковцу након чега се посветио књижевном стварању. У Друштво књижевника Војводине је примљен 1971. године. У Кикинди ради са младима при Културно-пропагандном центру где је именован за директора. Иницирао је отварање Дома за младе у Кикинди и покренуо је Одељење за издавачку делатност са редовним изласком часописа за културу, уметност и друштвени живот СТАВ чији је главни и одговорни уредник био до 1982. године. Радио је као секретар 1982—1986. Самоуправне интересне заједнице за културу у Кикинди. Од 1986. године се преселио са породицом у Нови Сад где ради као новинар. Кратко време је радио као уредник емисије за културу и уметност Спектар Радио-телевизије Војводине. После шест месеци је именован за секретара Културно-просветне заједнице за град Нови Сад 1986—1990. Одлуком колегијума РТС-а 1990. је именован за помоћника главног и одговорног уредника у звању уредника специјалног програма до пензионисања 1998. године. Аутор је књига поезија Ватра зрелог багрема, Жени сам рекао љубав и Била јесен у новембру, романа Шармер мале вароши, Распуст, Велизар и Ђурђица, Галоп господина Ареса, Небо је велико дугме и Слика Едварда Мунка у кући мог брата, збирки приповедака Разазнајем торњеве, Кловнови долазе у подне, Ципеле враног коња и више радио-драмских дела. Превођен је на руски, македонски, јерменски, албански, мађарски, румунски и немачки језик. Добитник је Бранкове награде Матице српске за оглед 1964, Исак Самоковлија 1976, Октобарске награде града Кикинде 1979, годишње награде Радио-телевизије Србије 1992. и 1994, награде Драгојло Дудић за роман Распут 1993, Сигридруг на Фестивалу монодраме за децу Змајевих дечјих игара 1996, Златно перо Културно-просветне заједнице Пожаревац 2000, награде Карољ Сирмаи за збирку приповедака Ципеле враног коња 2007, Лаза К. Лазаревић за приповетку 2015, Сима Цуцић за животно дело 2017. и Небојша Деветак за најбољи прилог у часопису Траг за 2017. годину.